# Języki trans-fly wschodnie
Języki trans-fly wschodnie lub języki oriomo – rodzina języków papuaskich używanych w Prowincji Zachodniej w Papui-Nowej Gwinei. Język meriam jest używany w granicach Australii .
Do rodziny języków trans-fly wschodnich należą następujące języki: 
- bine
- gizrra
- meriam (meriam mir)
- wipi

Najlepiej udokumentowany z tych języków to meriam mir.